# Oleksandr Korchmid
Oleksandr Korchmid (né le 22 janvier 1982) est un athlète ukrainien, spécialiste du saut à la perche.
Médaille d'argent lors des Championnats du monde juniors d'athlétisme 2000 à Santiago du Chili, il a été champion d'Ukraine en 2005 et en 2009. Il a fait l'objet d'un avertissement officiel et une disqualification des résultats du 15 février 2009.
Son meilleur saut a été obtenu à Rovereto le 31 août 2005, avec 5,81 m.